# Nemunas
Nemunas (litauisk: Nemunas, hviderussisk: Нёман tr. Njoman, russisk: Неман tr. Neman, polsk: Niemen, tysk: Njemen), også kendt som Memel, er en flod, der udspringer i Hviderusland og flyder gennem Litauen, før den munder ud i Østersøen. Den sidste del af floden danner grænse mellem Litauen og den russiske eksklave Kaliningrad oblast. Denne del lå tidligere indenfor Det Tyske Riges grænser (Østpreussen) og nævnes i den tyske nationalsang som den østlige grænse. Flodens samlede længde er 937 km.

## Afvandingsområde og bifloder
Nemunas samlede afvandingsareal er på 98.200 km², 46.700 km² af området i Litauen, 45.450 km² i Hviderusland, 2.520 km² i Polen, 3.170 km² i Rusland og de 88 km² i Letland.
I Hviderusland har Nemunas en lang række bifloder fra venstre og højre, mens alle de større bifloder Litauen, bortset fra Šešupė, strømmer til fra højre. Nemunas har i alt 180 bifloder, blandt andet: 
| • Sula • Usa • Bjaresina (biflod Nemunas) • Hawja • Dsitva • Lebjada • Kotra • Merkys • Verknė • Strėva | • Neris • Nevėžis • Dubysa • Mituva • Jūra • Šyša • Gėgė • Minija • Usja • Servatj | • Mowtjads • Sjtjara • Selvjanka • Ros • Svislatj • Tjornaja Hantja • Baltoji Ančia • Peršėkė • Jiesia • Šešupė. |